# Kathedrale von Sherbrooke

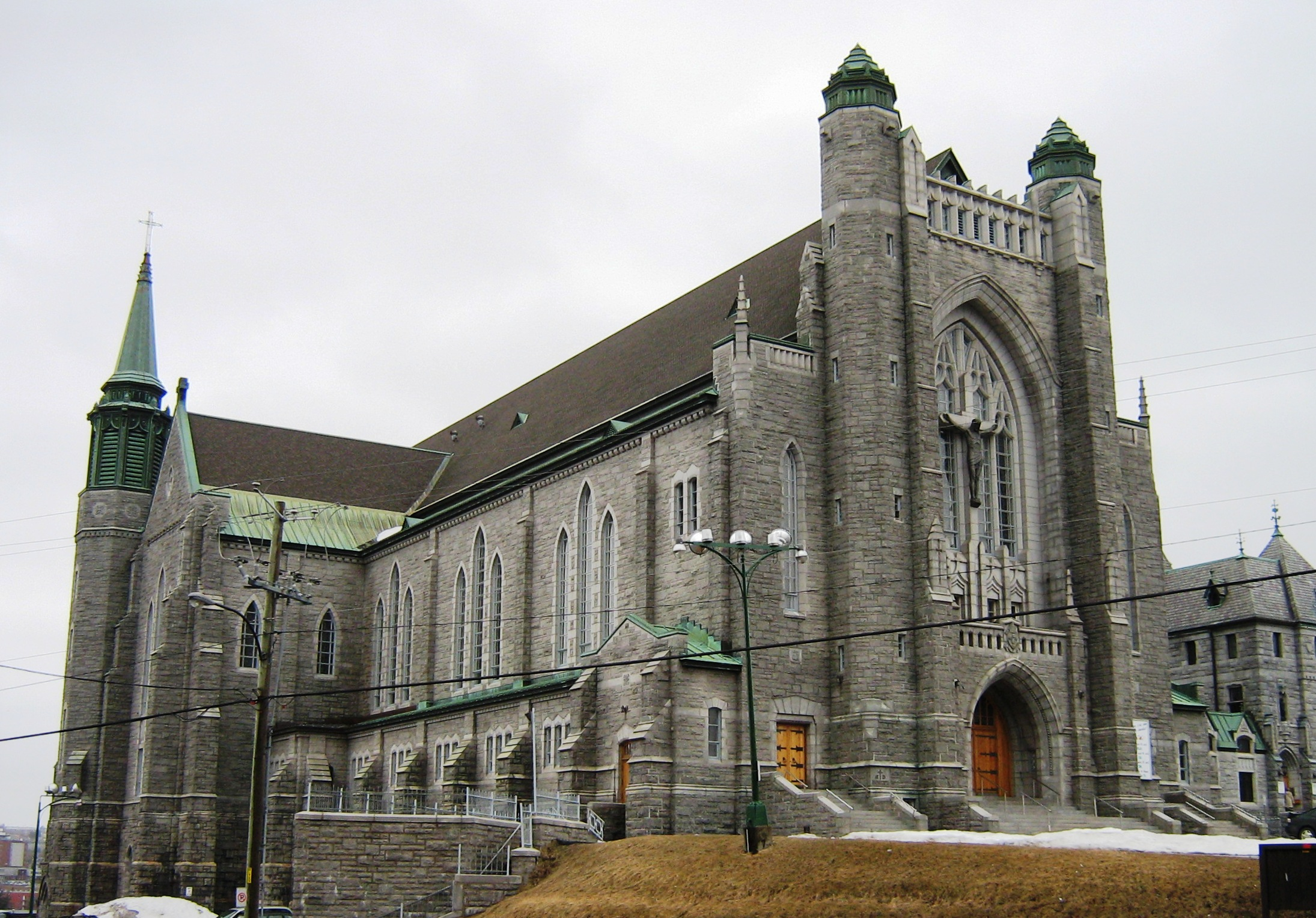
Fassade von St. Michael

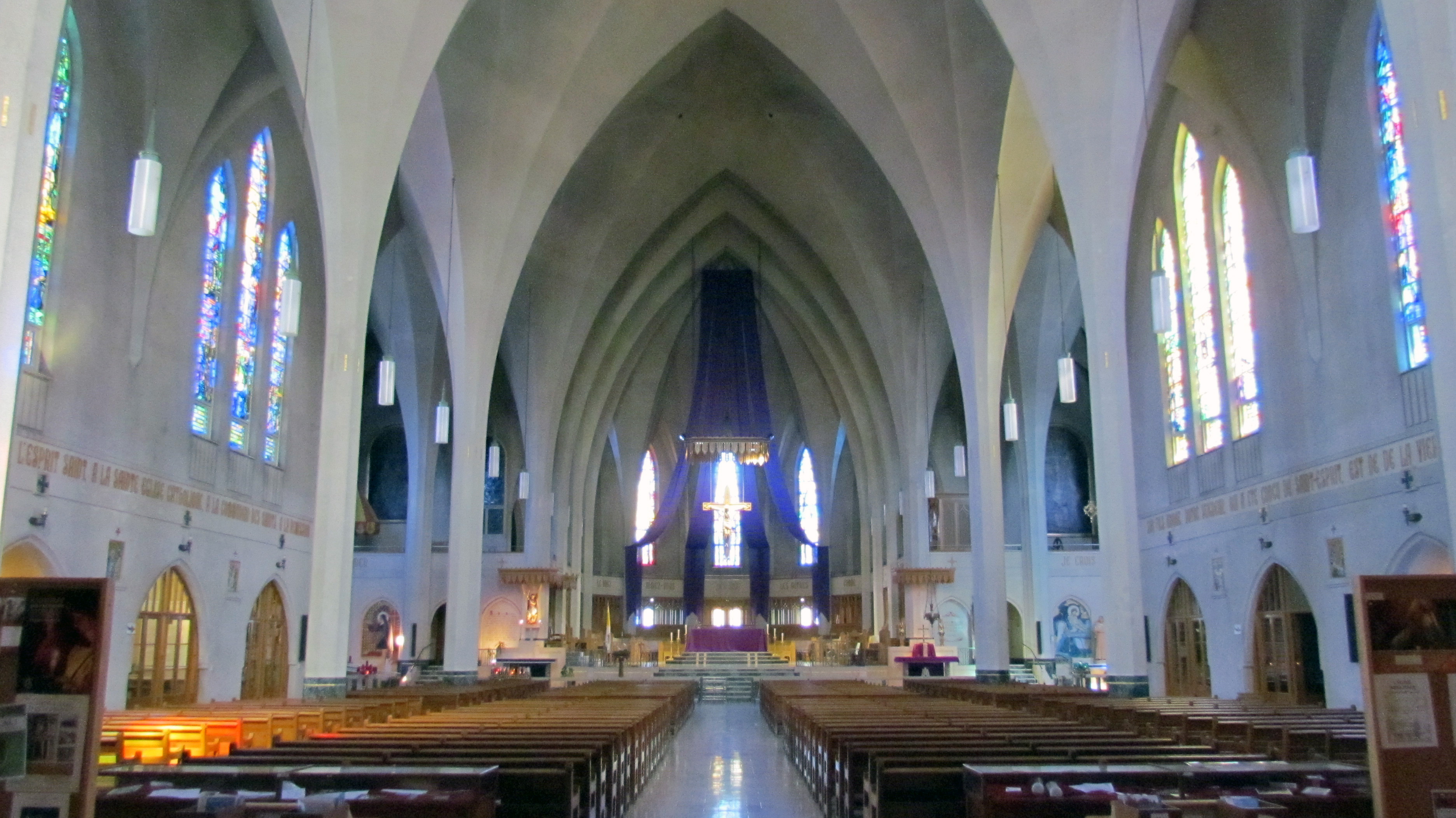
Innenraum der Kathedrale

Die Kathedrale von Sherbrooke oder Kathedralbasilika St. Michael (französisch Basilique-Cathédrale Saint-Michel) ist eine römisch-katholische Kirche in Sherbrooke im Süden Québecs, Kanada. Die Kathedrale des Erzbistums Sherbrooke ist dem Erzengel Michael gewidmet und trägt zusätzlich den Titel einer Basilica minor.

## Geschichte
Nach einer Kapelle von 1825 und einer ersten Kathedrale von 1854 wurde 1914 der Bau der dritten Kirche auf den Höhen der Klippe Saint-Michel in der Innenstadt von Sherbrooke begonnen. Unter Monsignore Paul-Stanislas LaRocque wurde sie nach den Plänen des Architekten Louis-Napoleon Audet errichtet. Die neugotische Architektur wurde von der Kathedrale Notre-Dame de Paris hinsichtlich der Fassade inspiriert. Der Bau musste nach Gründung und Errichtung des südlichen Eingangsbereichs wegen fehlender Finanzierung bis 1954 unterbrochen werden. Der Keller wurde als Paulinerkapelle genutzt. Nach Anpassung der Baupläne durch den Architekten Audet wurde der Bau ab 1956 in verändertem Stil fortgesetzt und 1957 fast abgeschlossen, zwei kleine Türme sind noch zu bauen.
Bischof Georges Cabana weihte die die Kathedrale im Juni 1959, sie erhielt durch Papst Johannes XXIII. im folgenden Monat zusätzlich den Titel einer Basilica minor verliehen.

## Architektur
Im Gegensatz zur alten Kathedrale, die entlang einer Nord-Süd-Achse ausgerichtet war, ist das neue Gebäude geostet. Die Gesamtlänge des dreischiffigen Gebäudes beträgt 79,2 Meter und die Breite an den Querschiffen beträgt 45,7 Meter. Das Hauptschiff, das das Gebäude auf seiner gesamten Länge einnimmt, ist 33,5 Meter hoch und 23,8 Meter breit. Der Glockenturms im nördlichen Querschiff erreicht eine Höhe von 51,8 Metern. Die Rückseite des Gebäudes, die sich in einer topographischen Vertiefung befindet, die durch die Nähe der Steilabfall Saint-Michel verursacht wird, ist 41,7 Meter hoch, einschließlich der Apsis und der Basis.

## Ausstattung
Die Orgel der Orgelbauer Casavant Frères besitzt drei Manuale. Sie wurde 1918 in der Paulinerkapelle installiert und im Jahr 1957 in die Kathedrale an ihren heutigen Standort versetzt. 1987 erfolgte eine Überarbeitung.
Die 105 Glasfenster der Kathedrale wurden von Bruder Gérard Brassard, Assumptionist, entworfen und vom Glasmacher Raphael Lardeur zwischen 1959 und 1965 in Paris gefertigt. Die 18 großen Fenster des Langhauses zeigen Szenen der Bibel unter dem Thema Engel. Die drei großen Fenster des Chors zeigen Jesus, den Erzengel Michael und Maria. Andere Glasfenster stellen die Schutzpatrone der ersten fünf Bischöfe von Sherbrooke dar, weitere regionale Bischöfe und einige Päpste.